# 考尔曹格区
考尔曹格区（匈牙利語：Karcagi járás），是匈牙利亚斯-瑙吉孔-索尔诺克州的一个区，总面积857.26平方公里，总人口43,226人（2011年），人口密度50人/平方公里。中心城市为考爾曹格。

## 市镇
考尔曹格区包含3个城镇、一个大村和一个村庄。